# Margaret Ayer Barnes
Pour les articles homonymes, voir Barnes.
Margaret Ayer Barnes, née le 8 avril 1886 à Chicago (Illinois) et morte le 25 octobre 1967 à Cambridge (Massachusetts), est une dramaturge, romancière et nouvelliste américaine.

## Biographie
Margaret Ayer Barnes suit les cours du Bryn Mawr College, en Pennsylvanie. Elle commence à écrire, à quarante ans, après un accident de voiture qui a été brisé le dos. De 1926 à 1930, elle écrit plusieurs nouvelles. En 1931, elle a remporté le prix Pulitzer pour son premier roman, Years Of Grace. D'autres œuvres notables incluent Dishonored Lady (1947) et Westward Passage (1934).

## Œuvre
- The Age of Innocence (1928), dramatisation du roman du même titre écrit par Edith Wharton[1]
- Jenny, pièce, avec Edward Sheldon (1929)
- Dishonored Lady, pièce, également avec Sheldon (1930)
- Prevailing Winds, nouvelles (1928)
- Years of Grace, roman (1930), prix Pulitzer
- Westward Passage, roman (1931)
- Within This Present, roman (1933)
- Edna, His Wife, roman (1935), adapté au théâtre par Cornelia Otis Skinner
- Wisdom's Gate, roman (1938)